# No Can Do
«No Can Do» es un sencillo del grupo de pop británico Sugababes. La canción fue escrita por Jon Shave, VV "Geeki" Brown y los miembros de la banda Orson, George Astasio y Jason Pebworth, para el sexto álbum de estudio del grupo, Catfights and Spotlights (2008), y fue producida por The Invisible Men y Si Hulbert.
Lanzada el 2 de diciembre de 2008 como el segundo y último sencillo del álbum, la canción alcanzó el número 23 de la UK Singles Chart, convirtiéndose en uno de los sencillos del grupo más bajamente posicionados en las listas musicales a nivel nacional. Además, llegó a entrar en el Eurochart Hot 100 Singles.

## Vídeo musical
El vídeo musical fue dirigido por Marco Puig y grabado en la semana del 2 de noviembre de 2008. Muestra a las tres componentes del grupo, todas ellas chicas, con "glamurosos vestidos, el pelo largo y grandes pestañas", usando a varios hombres, que sólo llevan puesto un slip, como objetos, tales como un coche, una moto o una silla. El concepto fue tomado de las esculturas del artista pop británico Allen Jones, también utilizado en la película A Clockwork Orange (1971), en el que las mujeres son usadas como objetos de un modo similar.

## Lista de éxitos
| Lista (2008)              | Posición más alta |
| ------------------------- | ----------------- |
| Eurochart Hot 100 Singles | 67                |
| Slovakian Airplay Chart   | 53                |
| UK Singles Chart          | 23                |